# Eumecosoma mollis
Eumecosoma mollis är en tvåvingeart som beskrevs av Stanley Willard Bromley 1934. Eumecosoma mollis ingår i släktet Eumecosoma och familjen rovflugor.
Artens utbredningsområde är Guyana. Inga underarter finns listade i Catalogue of Life.